# Carl Dorsey
Carl James Dorsey (Lima (Ohio), 12 mei 1894 – San Diego (Californië), 9 juli 1974) was een Amerikaans zeiler.
Dorsey was tijdens de Olympische Zomerspelen 1932 een bemanningslid van Owen Churchill, tijdens deze spelen won Dorsey de gouden medaille in de 8 meter klasse.

## Olympische Zomerspelen
| Jaar | Plaats      | Resultaten         |
| ---- | ----------- | ------------------ |
| 1932 | Los Angeles | 8 meter klasse     |
| 1936 | Berlijn     | 10e 8 meter klasse |

1908: Charles Campbell / Blair Cochrane / John Rhodes / Henry Sutton / Arthur Wood ·
1912: Thomas Aas / Andreas Brecke / Torleiv Corneliussen / Thoralf Glad / Christian Jebe
1920 (model 1907): Thorleif Holbye / Alf Jacobsen / Kristoffer Olsen / Carl Ringvold / Tellef Wagle ·
1920 (model 1919): Thorleif Christoffersen / Magnus Konow / Reidar Martiniuson / Ragnar Vik ·
1924: Rick Bockelie / Harald Hagen / Ingar Nielsen / Carl Ringvold jr. / Carl Ringvold ·
1928: Donatien Bouché / André Derrien / Virginie Hériot / André Lesauvage / Jean Lesieur / Carl de la Sablière ·
1932: Owen Churchill / John Biby / Alphonse Burnand / Kenneth Carey / William Cooper / Pierpont Davis / Carl Dorsey / John Huettner / Richard Moore / Alan Morgan / Robert Sutton / Thomas Webster ·
1936: Bruno Bianchi / Luigi De Manincor / Domenico Mordini / Enrico Poggi / Luigi Poggi / Giovanni Reggio